# San Lázaro, Guerrero
San Lázaro är en ort i Mexiko.   Den ligger i kommunen Olinalá och delstaten Guerrero, i den sydöstra delen av landet, 180 km söder om huvudstaden Mexico City. San Lázaro ligger 1 716 meter över havet och antalet invånare är 470.
Terrängen runt San Lázaro är huvudsakligen kuperad. San Lázaro ligger uppe på en höjd. Runt San Lázaro är det ganska glesbefolkat, med 28 invånare per kvadratkilometer. Närmaste större samhälle är Huamuxtitlán, 17,8 km sydost om San Lázaro. I omgivningarna runt San Lázaro växer huvudsakligen savannskog.